# مسعود مژدهی
مسعود مژدهی (۱۳ اردیبهشت ۱۳۳۰ - تهران) بازیکن سابق فوتبال اهل ایران است.
او در جریان تساوی یک بر یک تیم منتخب تهران برابر باشگاه استوک سیتی دروازه گوردون بنکس را گشود.
این گل به صورت قیچی و بسیار زیبا در دقیقه ۲۵ بازی زده شد. در دقایق پایانی جف هورست برای تیم استوک سیتی گلزنی کرد و بازی با نتیجه یک بر یک به پایان رسید
این بازی که در تاریخ ۱۱ اردیبهشت سال ۱۳۵۲ در امجدیه تهران برگزار شد از زبان گوردون بنکس این گلر افسانه‌ای شایعه کردند که «هرکس به من گلی بزند یک هزار پوند پاداشم از بازی را دستخوش خواهد گرفت.» چنین شد که مسعود مژدهی وقتی گل چکشی‌اش را به‌ثمر رساند به هر دری زد که ۲۰ هزار تومان (معادل هزار پوند) را زنده کند اما دستش به هیچ‌جا بند نشد.
آن روزها همچنین در امجدیه چو افتاده بود که هرکس به بنکس گل بزند، علی پروین برایش یک دستگاه پیکان صفر می‌خرد. مسعود مزدهی حتی به علی پروین هم مراجعه کرد اما پروین در جوابش گفت: «منظور من به هم‌تیمی‌های خودم (پرسپولیسی‌های تیم ملی) بود که اگه گل بزنند پیکان می‌خرم برایشان!» 